# Ärsönbeek
Ärsönbeek  (Zweeds – Fins: Ärsönoja) is een beek, die stroomt in de Zweedse  gemeente Pajala. De beek ontvangt haar water onder meer uit de Ärsönvallei en stroomt naar het noordoosten, rechtstreeks naar de Muonio. Ze is circa acht kilometer lang.
Afwatering: Ärsönbeek → Muonio → Torne → Botnische Golf